# Arthur Headlam
Arthur Cayley Headlam, född 2 augusti 1862, död 17 januari 1947, var en brittisk teolog.
Headlam var professor i London 1903-16 i Oxford 1918-23, och blev 1923 biskop av Gloucester. Headlam har bland annat utgett The church of England (1924) och Christian unity (1930).